# Xavier Vilanova Pellisa
Xavier Vilanova Pellisa (La Fatarella, Terra Alta, 23 de setembre de 1973) és un sacerdot catòlic i bisbe català.
Fou ordenat prevere de la diòcesi de Tortosa el 22 de novembre de 1998. Des del 2018 és el rector del Seminari interdiocesà. Ha desenvolupat la seva tasca pastoral a aquesta diòcesi, on ha ocupat diversos càrrecs: rector del Seminari Diocesà, delegat diocesà de Catequesi i de Pastoral Vocacional i membre de Consell Presbiteral i del Col·legi de Consultors. També ha estat rector de les parròquies d'Alfara de Carles i del Sagrat Cor de Jesús del Raval de Crist de Roquetes, i rector de Pinell de Bray. Entre els anys 2018 i 2020 ha estat rector del Seminari Major Interdiocesà de Catalunya, en el qual es formen els seminaristes de set diòcesis catalanes: la Diòcesi de Tarragona, la Diòcesi de Girona, la Diòcesi de Lleida, la Diòcesi de Solsona, la Diòcesi de Tortosa, la Diòcesi d'Urgell i la Diòcesi de Vic.
En 2016 Vilanova va ser nomenat missioner de la Misericòrdia pel papa Francesc. També col·labora habitualment amb l'associació catòlica Comunitat del Cenacle, que acull persones que han caigut en la drogoaddicció.
El 6 d'octubre de 2020 el Papa Francesc el va nomenar bisbe titular d'Empúries i bisbe auxiliar de l'Arxidiòcesi de Barcelona.